# 12270 Bozar
A 12270 Bozar (ideiglenes jelöléssel 1990 QR9) a Naprendszer kisbolygóövében található aszteroida. Eric Walter Elst fedezte fel 1990. augusztus 16-án.